# Dominio fitogeográfico antártico

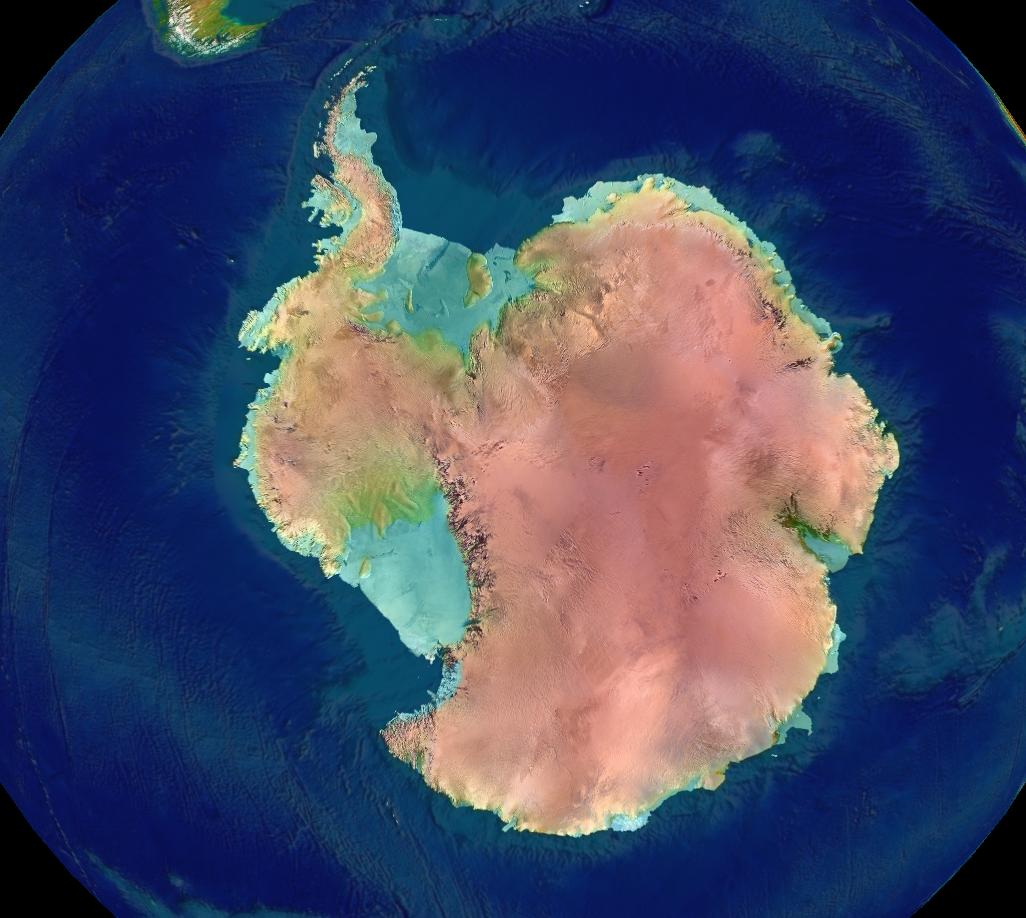
Una fotografía satelital que muestra el relieve de este Dominio fitogeográfico.

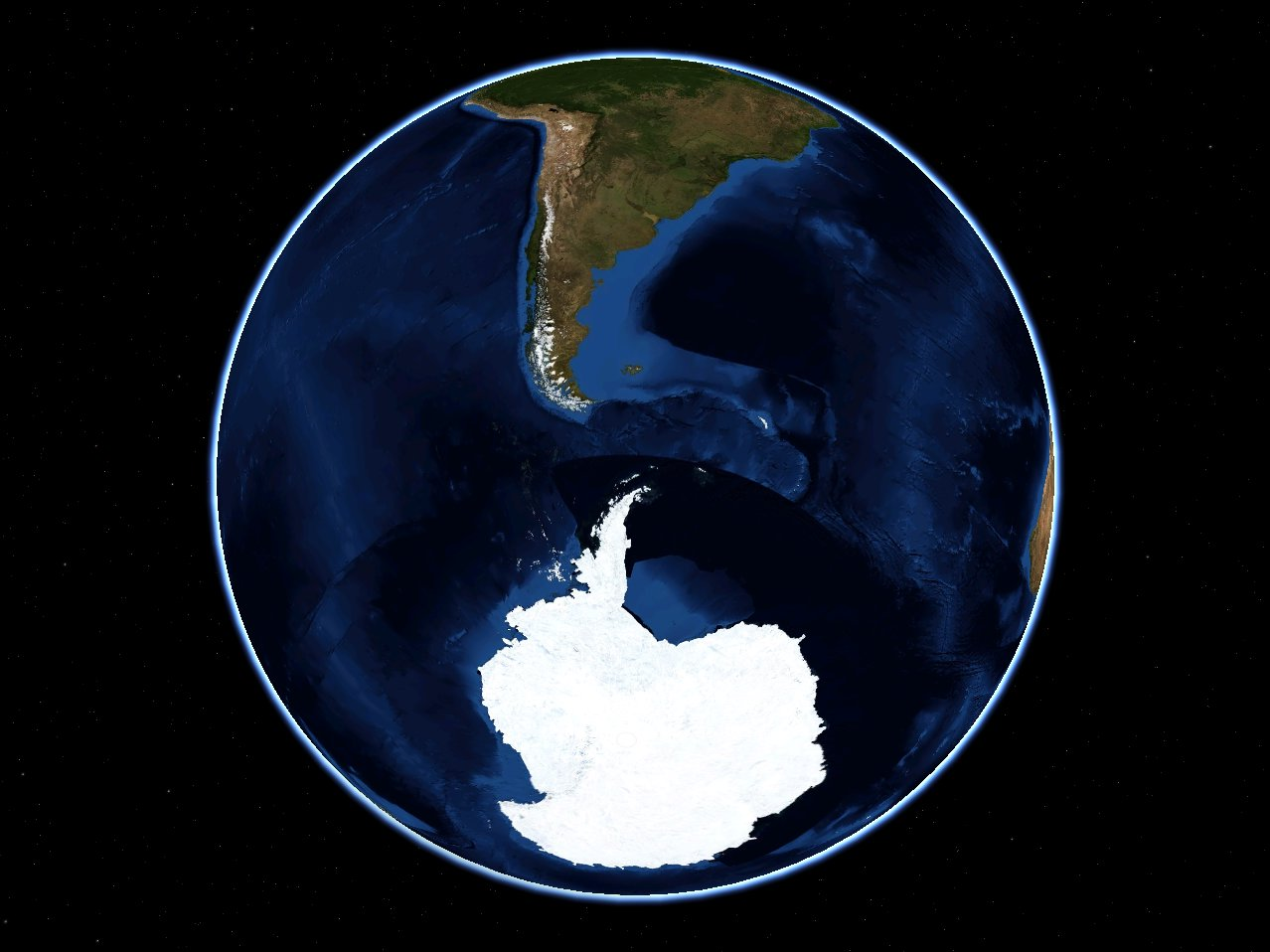
Una fotografía satelital que muestra la enorme superficie cubierta por hielos en este Dominio fitogeográfico.

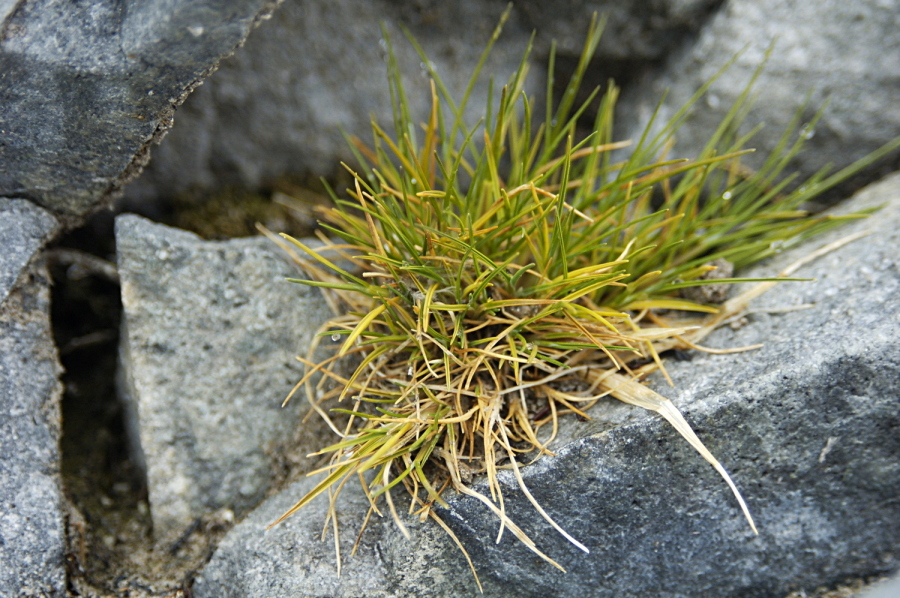
El pasto antártico (Deschampsia antarctica) es una de las dos únicas plantas vasculares antárticas.

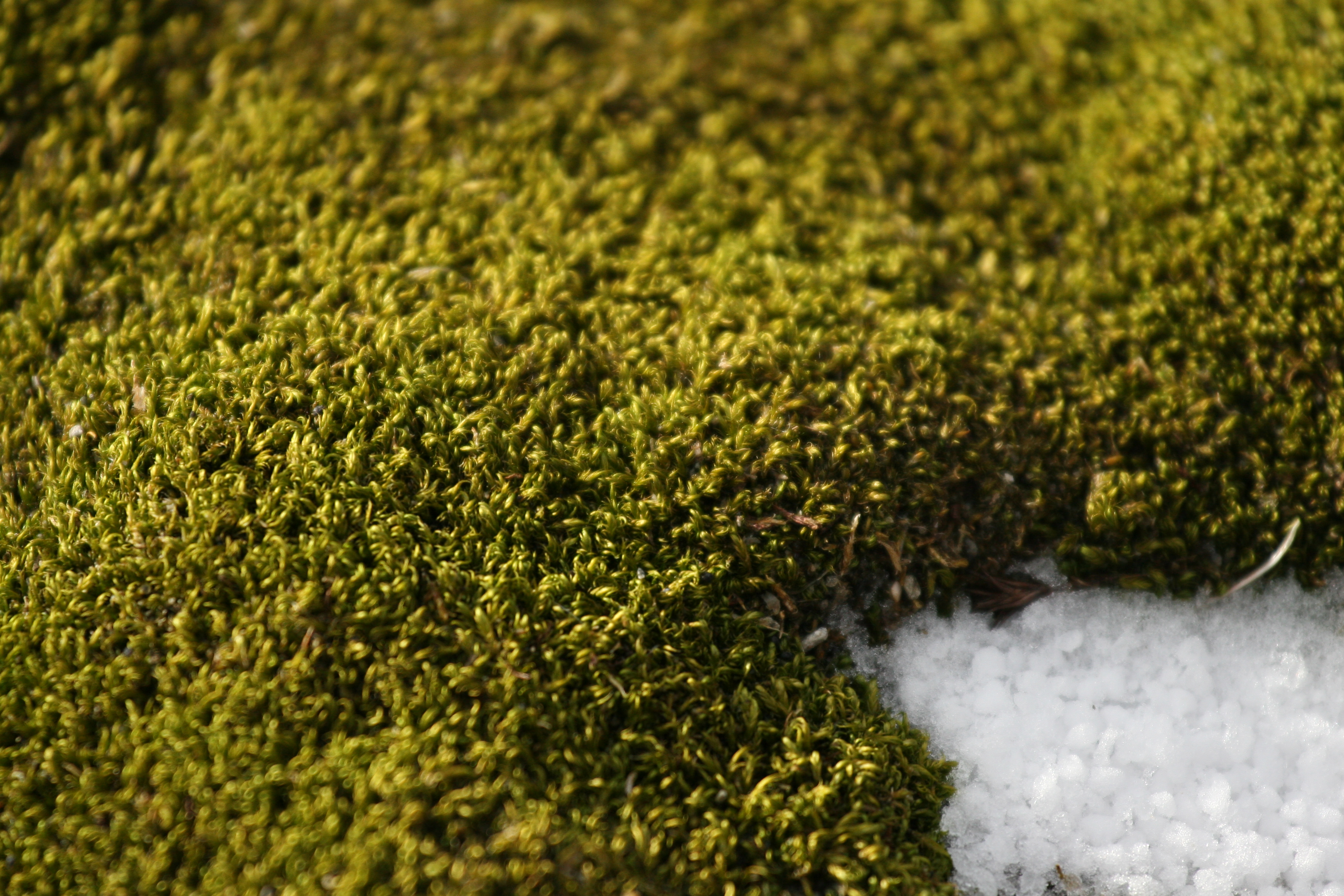
Musgo antártico.

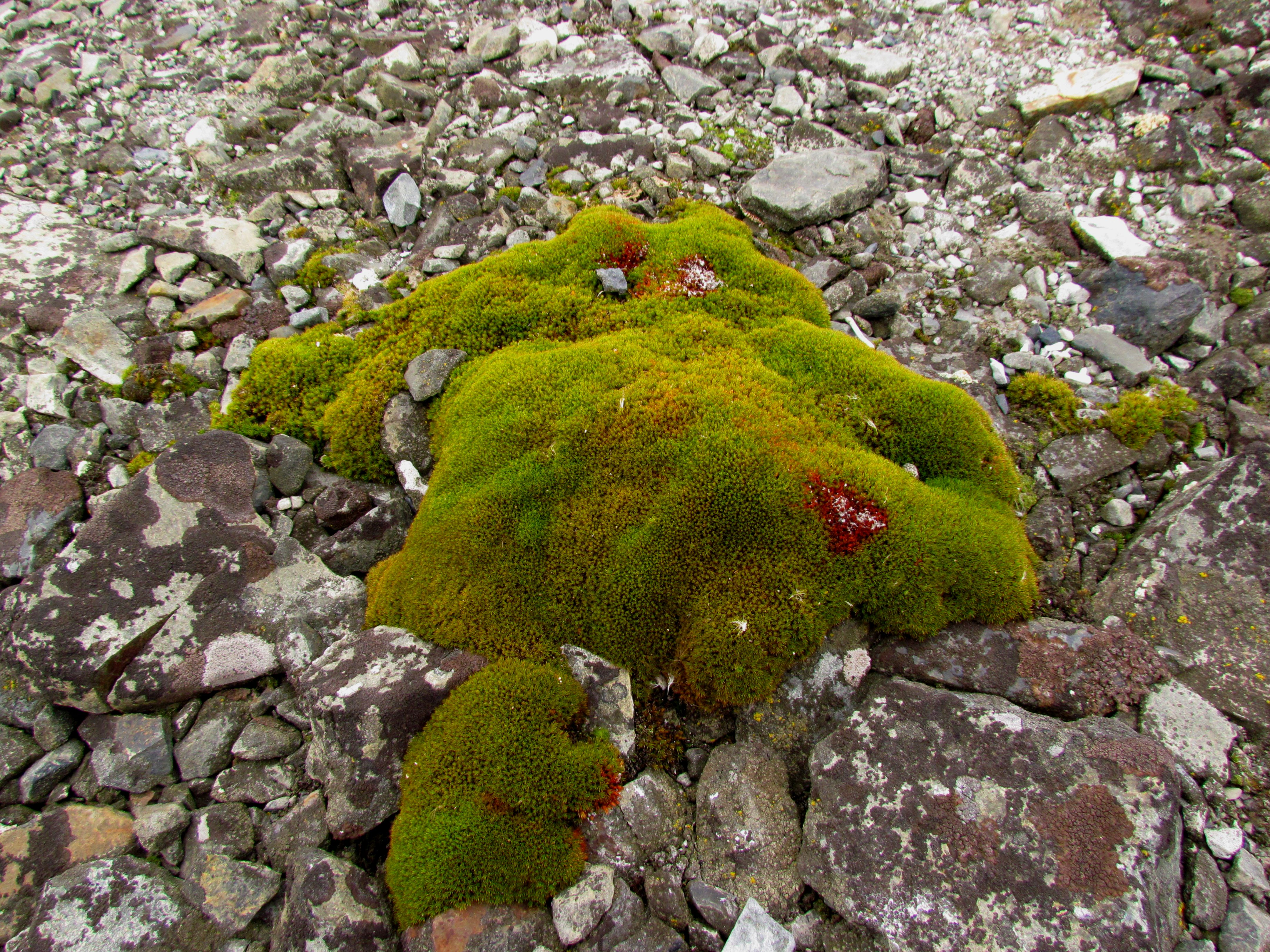
Musgo en cojín en la Base Esperanza, en la península Antártica.

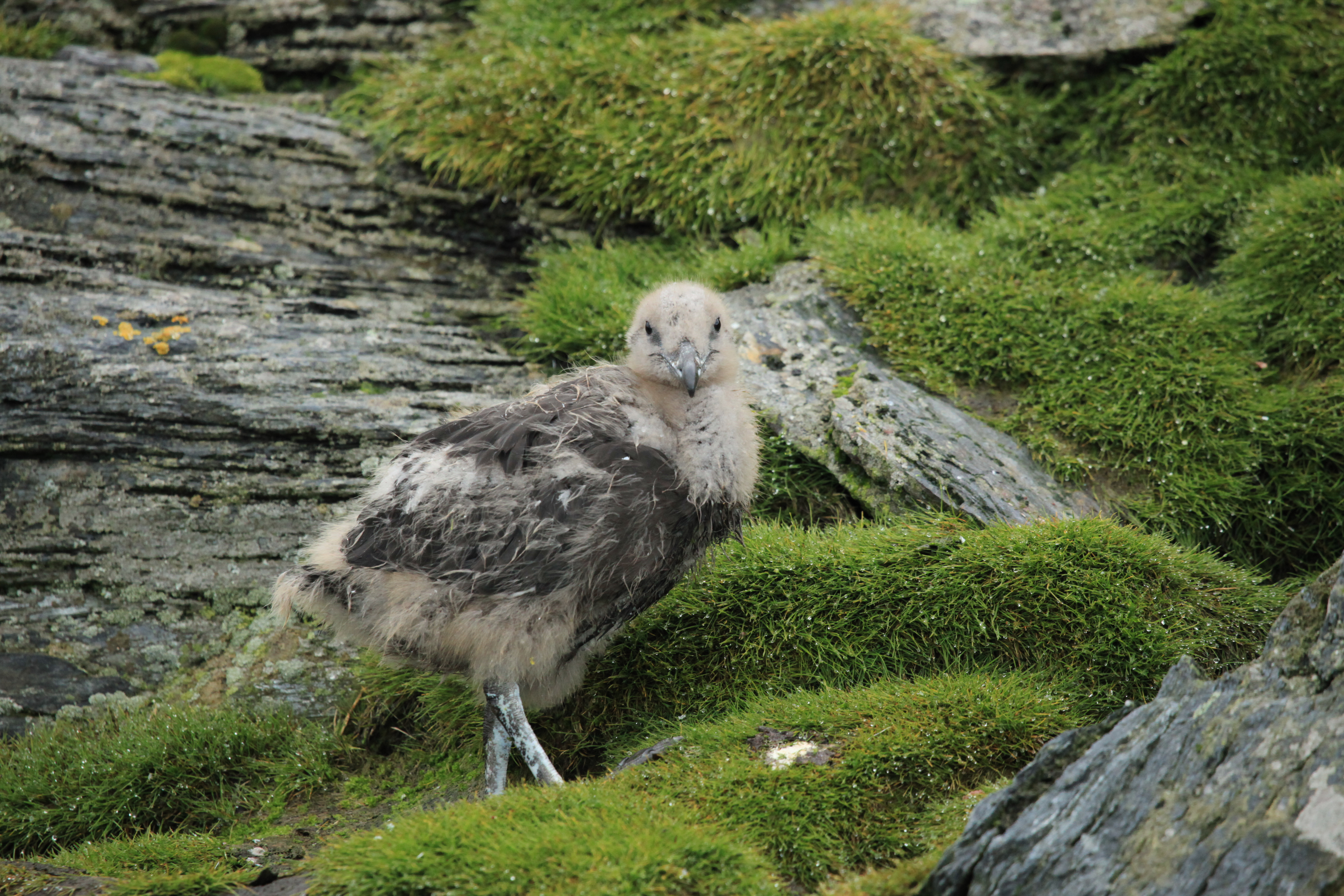
Vegetación en las islas Orcadas del Sur.

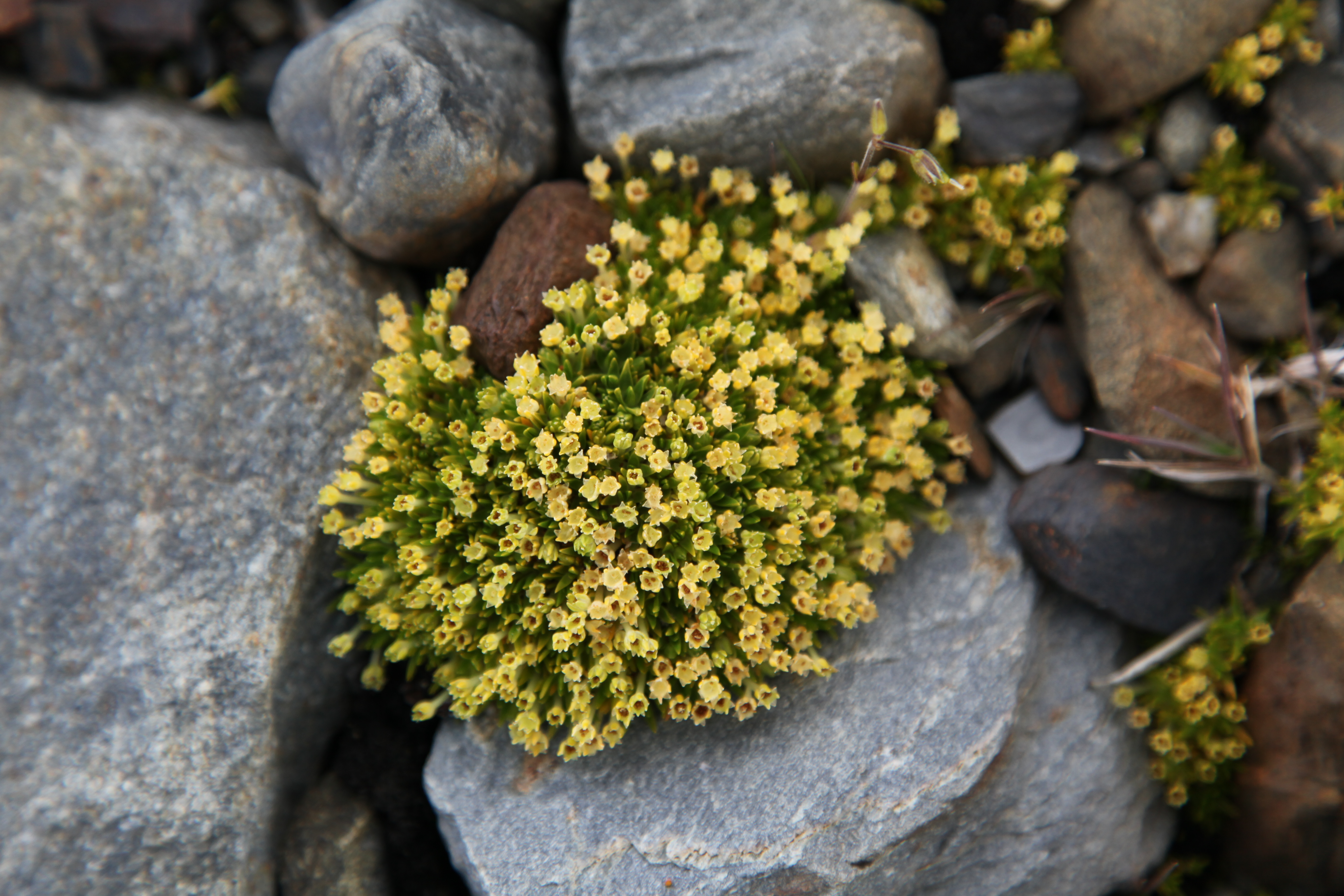
El clavel antártico (Colobanthus quitensis) en las islas Georgias del Sur. Es una de las dos únicas plantas vasculares antárticas.

El Dominio fitogeográfico antártico es uno de los Dominios fitogeográficos en que se divide el Reino o Región fitogeográfica Antártica. Comprende la totalidad del continente antártico, así como también archipiélagos aledaños situados al sur del paralelo 60° S.
El 98 % de la superficie esta cubierta de hielo. Climáticamente, el dominio presenta condiciones demasiado frías y secas para soportar virtualmente cualquier tipo de planta vascular, por lo que la vegetación es muy pobre, y se encuentra limitada a los mínimos sectores con características más favorables. Incluye solo dos plantas autóctonas vasculares y fanerógamas, que se presentan en forma de tundra. Abundan los musgos, hepáticas, así como líquenes, y algas, integrantes del reino Protista.

## Distribución
Según la clasificación de Ángel Lulio Cabrera, este Dominio fitogeográfico comprende la totalidad de la masa continental antártica, así como también los sectores insulares situados al sur del paralelo 60° S.
Las altitudes van desde el nivel del mar en las costas del océano Antártico hasta el límite altitudinal de la vegetación, que incluso en las mejores estaciones solo alcanza unas decenas de metros.
Para la Argentina cubre el sector reclamado denominado Antártida Argentina de la Provincia de Tierra del Fuego, Antártida e Islas del Atlántico Sur.
Para Chile, cubre el sector reclamado denominado Territorio Chileno Antártico de la Región de Magallanes y de la Antártica Chilena .
Para el Reino Unido cubre el sector reclamado denominado Territorio Antártico Británico. 
Estos países son los que mantienen reclamaciones sobre la Península Antártica, en tanto en los sectores demarcados por otros países para sus reclamaciones antárticas la vegetación es solo vestigial.
El ejercicio de estas soberanías sobre los territorios antárticos se encuentran limitas por la firma del Tratado Antártico de 1959. Este tratado destinó las actividades antárticas exclusivamente a fines pacíficos de los países firmantes y adherentes, congelando los litigios territoriales e impidiendo la realización de nuevas reclamaciones o la ampliación de las existentes mientras dure su vigencia.

## Afinidades florísticas
Este Dominio fitogeográfico guarda estrecha relación con el Dominio fitogeográfico subantártico, y en menor medida con el Dominio fitogeográfico neozelandés. En el pasado geológico estos tres Dominios estuvieron interconectados.

## Suelos
Los suelos suelen contener una importante proporción de rocas y casi nada de materia orgánica, siendo su reacción ácida en su mayor frecuencia. La vegetación más importante se presenta en comunidades nitrófilas, en suelos construidos sobre excremento de pingüinos.

## Relieve
En los sectores con vegetación el relieve suele ser accidentado, con lomadas labradas por glaciares, abruptas montañas, etc.

## Clima
En pleno verano austral (enero), los días en la Antártida tienen luz casi las 24 h del día, a medianoche el Sol se aproxima hasta la línea del horizonte para luego volver a ascender en un movimiento sinusoidal aparente. En el breve verano antártico las horas en que el sol está más próximo al horizonte son llamadas noches blancas, mientras que durante el extenso invierno los días permanecen en una prolongada penumbra.

### Temperaturas
La vegetación antártica solo se presenta en menos del 3% de la superficie antártica total; esta es la única zona que se halla libre de hielos, y esto solo sucede durante enero, que es la época más cálida del verano austral. De tan exigua parte, el 90% corresponde a las áreas más septentrionales de la Península Antártica.

Sobre casi toda la superficie del continente impera el clima polar, donde la temperatura promedio del mes más cálido no supera los 0 °C. El clima llamado de tundra, donde el promedio del mes más cálido supera los 0 °C, se presenta solo en las zonas costeras más septentrionales, como en la Península Antártica, e islas adyacentes. La temperatura media de esta región es de -17 °Celsius, y la más baja se registró en la estación antártica rusa de Vostok, el 21 de julio de 1983, cuando el termómetro marcó -89,3 °C, la menor temperatura registrada en la superficie de la Tierra. Estas bajas temperaturas se deben, no solo a su ubicación en la zona polar, sino a su gran altura media y la poca radiación solar que recibe. Además, entre el 80% y el 90% de la radiación que recibe es reflejada por el hielo merced a su albedo, evitando el calentamiento de la superficie. 

### Precipitaciones
Durante el breve verano, en las zonas más favorables de la Península Antártica son habituales las nevadas y, en ocasiones, las lluvias.
Una singularidad antártica es que se trata del continente más seco del mundo. Aproximadamente el 90% de su territorio es un desierto nival, esto es, un área fría con escasa presencia de vida y una aparentemente paradójica gran sequedad del aire; sequedad que llega a superar la de los desiertos cálidos. Que la atmósfera tenga casi nula humedad en casi toda la Antártida y que en las áreas del Polo Sur geográfico casi nunca se registren precipitaciones (ni siquiera en forma de nieve) tiene una explicación: debido a las bajísimas temperaturas constantes del interior antártico el agua se encuentra naturalmente en estado sólido, faltando por ello brumas, neblinas, nubes, lluvias o nieves. La Antártida presenta hoy una media aproximada de 166 mm de precipitación líquida al año.

### Vientos
Los fuertes vientos son frecuentes ya que sobre el centro de la Antártida se ubica permanentemente un área de alta presión (anticiclón) que hace fluir (acorde con las fuerzas de Coriolis) corrientes eólicas a gran velocidad desde el sur hacia el norte y noreste, estos vientos alcanzan velocidades de 200 km/h provocando en el interior del continente temporales llamados sordos ya que carecen de truenos y relámpagos.
En la Antártida también se han registrado los vientos más intensos de la superficie terrestre: 327 km/h, en julio de 1972, en la estación científica francesa Dumont d'Urville.

## Paleobotánica antártica
Los estudios Palaeoflorísticos en sedimentos antárticos del Terciario superior y de principios del Cretácico han logrado producir un rico conjunto en buen estado de conservación de madera fósil de angiospermas dicotiledóneas que proporciona evidencia de la existencia, desde el Cretácico superior, de bosques templados similares en composición a las que se encuentran en las regiones actuales del Sur de la América del Sur, Nueva Zelanda, y Australia.  
Gracias a la deriva continental, hasta hace unos 55 millones de años la mayor parte de la Antártida se ubicaba en latitudes menos elevadas, es decir más al norte, y por tanto más cálidas, esto y merced a una inclinación menor que la actual del eje de la Tierra facilitó que este extenso territorio se encontrara cubierto por densas forestas. Los primeros registros de plantas en el continente antártico datan del período Devónico, hace unos 400 millones de años. Después, durante el Paleozoico, proliferaron bosques de helechos arborescentes llamados glossopteridales. El Mesozoico se caracterizó por la presencia de helechos Dicroidium mientras que en el Cretácico aparecieron plantas con flores (Angiospermas).

Hace unos 100 millones de años, durante el Triásico, el territorio de la Antártida se separó por primera vez de la Patagonia al formarse una cuenca marina llamada Cuenca Rocas Verdes. Esta cuenca se cerró hace unos 85 millones de años volviendo a reunirse entonces la Antártida con la Patagonia.

Durante el Cenozoico y hace unos 60 millones de años, cuando la Antártida aún estaba unida a Gondwana- abundaron bosques de gigantescos árboles principalmente de fagáceas caducifolias y helechos arborescentes. El paisaje habría sido muy semejante al actual del sur del archipiélago de Tierra del Fuego, y sur de Nueva Zelanda. Hace unos 37 millones de años la Antártida comenzó a quedar gradualmente cubierta por hielos.

Hace 23 millones de años se originó la actual corriente marina circumpolar la cual, junto a la deriva tectónica hacia el polo sur del continente, facilitó aún más el enfriamiento de estos territorios. Sin embargo hasta hace solo 3,5 millones de años crecían aún algunos bosques a casi 500 km del Polo Sur. Investigaciones sugieren que los bosques de la Provincia fitogeográfica Subantártica del Dominio fitogeográfico Subantártico presentes hoy en el sur de la Argentina y de Chile, con presencia de coníferas, fagáceas, caducifolias etc. tienen su origen en las antiguas forestas de la Antártida antes de que esta se congelara.
Hay dos coníferas y por lo menos siete morfotipos de angiospermas registrados en el paleoflora de la Antártida. Representan a las coníferas Cupressinoxylon y Podocarpoxylon. Entre los componentes de las angiospermas se incluyen, entre los géneros de Myrtaceae, dos especies de Nothofagoxylon, y una especie de Luma; entre las Cunoniaceae una especie de Eucryphia. Otras dos especies asignadas a los géneros Myrceugenelloxylon, Weinmannioxylon, Monimiaceae, Hedycaryoxylon, subfamilia Monimioideae , que presentan rasgos anatómicos característicos de Hedycaryoxylon y de los existentes Hedycarya, Tambourissa, y Atherospermoxylon, basada en leños fósiles de Monimiaceae en la tribu Atherospermeae, ahora Atherospermataceae, en la que exhiben las características anatómicas similares a Atherospermoxylon y a los existentes Daphnandra, Doryphora y Laurelia novas-zelandiae.

## Especies florísticas más frecuentes en el presente
La Antártida ha sido en los últimos millones de años, demasiado fría y seca para soportar virtualmente cualquier tipo de planta vascular. Las temperaturas heladas, la falta de luz solar, las pocas precipitaciones, los suelos de pobre calidad, y falta de humedad debido a la incapacidad de las plantas para absorber el agua disponible por estar en forma de hielo, todo ello redunda en una vegetación muy escasa y limitada a las estaciones más favorables en cuanto a terreno y latitud.
En la actualidad, debido a las condiciones extremas del clima, en la Antártida existe poca vegetación, y de formas muy simples, sin embargo la zona costera septentrional y occidental de la Península Antártica y las islas australes de las Antillas del Sur poseen dos plantas autóctonas vasculares y fanerógamas: el clavel antártico (Colobanthus quitensis) y el pasto antártico (Deschampsia antarctica), ambas plantas crecen formando tundras.
Entre las 100 especies de musgos destaca el Saniania uncinata. Entre las especies de musgos endémicos de la Antártida se encuentran Grimmia antarctici, Schistidium antarctici, y Sarconeurum glaciale. Son comunes los céspedes de Brachytecium antarcticum, Tortula excelsa, Hypnum sarmentosum, Pogonatum alpinum, Andreaea depressinervis, etc. Se observan musgos en cojines sobre las acumulaciones de rocas: Bryum gerlachii, Andreaea regularis, etc.
Se encontraron de 25 a 30 especies de hepáticas en este dominio.
Aparte de los elementos vegetales que prosperan principalmente en las islas y en las costas de dicha península, en la actualidad también se pueden encontrar en este dominio lo siguiente.
Se detectaron alrededor de 250 especies de líquenes, destacando Xantonia elegans, Neuropogon melaxanthum, Cladonia coccifera, Cladonia pyxidata, etc. Sobre las rocas que miran al norte se encuentran líquenes crustáceos: Lecidea auriculata, Acarospora molybdiana, Placodium regale, Placodium murorum, etc.
Se describieron alrededor de 700 especies de algas terrestres y acuáticas. Destaca el alga terrícola nitrófila  Prasiola crispa, la cual forma mantos verde esmeraldas.
Entre las especies del filo hongo destacan: Deschapmsia, Cephalosporium balanoides, Acrostalagnus, etc.

## Provincias fitogeográficas
Este Dominio fitogeográfico todavía no fue posible subdividirlo en más de una Provincia fitogeográfica, por lo que la única creada es la: «Provincia fitogeográfica Antártica».